# Gus Mortson
James Angus Gerald "Old Hardrock" Mortson (24 de enero de 1925 - 8 de agosto de 2015) fue un defensor de hockey sobre hielo canadiense. Jugó un total de 796 partidos de temporada regular en la Liga Nacional de Hockey (NHL). Jugó para los Toronto Maple Leafs, Chicago Black Hawks y Detroit Red Wings. Era conocido por su juego físico y se metió en muchas peleas.

## Carrera
Antes de jugar en la NHL, Mortson jugó una temporada con los Tulsa Oilers de la United States Hockey League (USHL). Se unió a los Toronto Maple Leafs en la temporada 1946-47 de la NHL. Durante su tiempo con los Maple Leafs, él y Jimmy Thomson eran conocidos como los "Gold Dust Twins". Los dos ayudaron a los Maple Leafs a ganar cuatro Copas Stanley en 1947, 1948, 1949 y 1951.
El 11 de septiembre de 1952, los Maple Leafs intercambiaron a Mortson junto con Ray Hannigan, Al Rollins y Cal Gardner a cambio de Harry Lumley. Mortson jugó 6 temporadas para los Black Hawks y lideró la liga en minutos penales por cuarta vez en la temporada 1956-57. El 3 de septiembre de 1958, los Black Hawks lo cambiaron a los Red Wings de Detroit por consideraciones futuras. Se retiró de jugar hockey profesional sobre hielo en 1967. Jugó en 8 partidos de la NHL All-Star.